# 김한록
김한록(金漢祿, 1722년 ~ 1790년)는 조선의 문신 겸 외척이자 정치가이며 본관은 경주(慶州)이고 자는 여수(汝綏)이며 호는 한간(寒澗)이다.
김두광(金斗光)의 손자이고 김운경(金運慶)의 아들이며 김관주(金觀柱)의 아버지인 그는 김귀주(金龜柱)와 정순왕후 김씨(貞純王后 金氏, 영조 임금의 계비)의 5촌 숙부이고 영조(英祖)의 국구(國舅)인 김한구(金漢耉)와 그의 아우 김한기(金漢耆)의 사촌 형이며 영조의 임금의 사위 김한신의 8촌 삼종형이다.
5촌 조카딸이 영조 임금의 계비(정순왕후)가 되자 그 후광을 안고 음서(蔭敍)로써 천거되었으며 5촌 조카 김귀주와 공모하며 1762년 사도세자(장헌세자)의 죄상을 꼬집어 사도세자가 뒤주에 갇혀 처참하게 죽게 하는데 배후를 일조하였다.
이후 세손(훗날의 정조)도 모해할 것을 시도했으나 실패하였고 아들 김관주가 유배되는 것을 목도하였으며 정조가 등극한 이후에도 아들 관주가 석방되는 것을 보지 못한 채 1790년 사망했다.
사후, 순조 임금 때였던 1806년에 관작이 추탈되었다가 이후 고종 임금 초기인 1864년에 다시 관작 회복이 추서되었다.